# ソニーエナジー・デバイス
ソニーエナジー・デバイス株式会社(Sony Energy Devices Corporation)は、東京都港区に本社をおく、ソニーグループの電池、充電器、電源装置などのメーカー。

## 概要

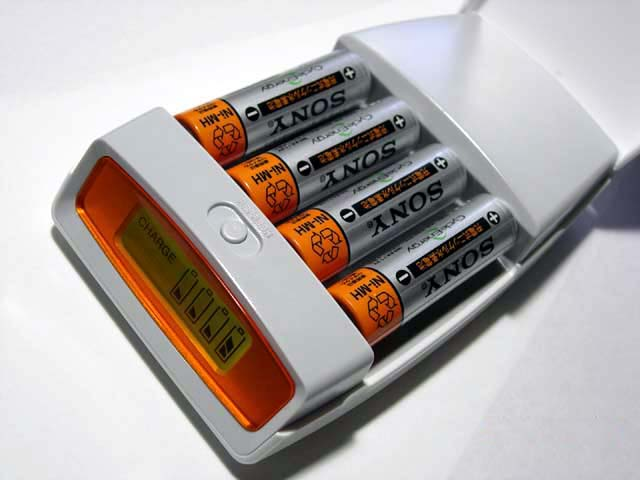
ソニーエナジー・デバイス製充電器
BCG-34HRME
(液晶表示とリフレッシュ機能付き)

ソニーとアメリカ合衆国の総合化学メーカー、ユニオンカーバイドの合弁事業だったソニーエバレディが前身。ソニーは電池事業に進出を計画していたが、そのノウハウが不足していた。そこで、ユニオンカーバイドと提携、同社が開発、ソニーが製造することとして、合弁会社のソニーエバレディを1975年に設立した。当時、ユニオンカーバイドは歴史ある電池事業とそのブランド「エバレディ」を所有しており、有力な電池メーカーであった。

だが、
ユニオンカーバイドのインド工場で事故で多数の死者を発生させた影響で同社の財務は逼迫し、肝心の電池事業を手放すこととなり、この合弁は1986年に解消。ユニオンカーバイドの持つソニーエバレディ株はソニーが買い取り、ソニーの完全子会社となった。もちろん、エバレディブランドも使用できなくなったことから、社名をソニー・エナジー・テックと変更。ソニーは合弁事業で得られたノウハウを元にして、独自に電池事業を継続することになった。
ソニー・エナジー・テックは、一般の乾電池を製造する傍ら、以前から電池の素材として期待されていたリチウムを使った二次電池を研究し、リチウムイオン二次電池を完成させた。従来から一般的だったニッケルカドミウム二次電池より容量が多く、寿命も長いため、PCや携帯電話など、充電式の電気製品に広く使われるようになった。
2000年、同社のリチウムイオン二次電池を使用したハイブリッド車「ティーノハイブリッド」が日産自動車から100台限定で発売された。（リチウムイオン二次電池を使用したハイブリッドカーとしては世界初）
2006年、ソニーはリチウムイオン二次電池セルの一部製品に製造上の欠陥があることを認め、回収を実施すると発表した。これはデル、Apple、レノボを始めとする多くのメーカーで採用されており、対象のバッテリーパックは約960万個、費用は約510億円を見込んでいる。
その後、ソニーグループのソニー本宮（CRTの電子銃などを製造）、ソニー栃木（ビデオテープ、フレキ基板などを製造）との合併を経て、現在のソニーエナジー・デバイスとなり、福島県郡山市に本社を置いた。
2016年7月28日、ソニーはソニーエナジー・デバイスが手掛けている電池事業、中国とシンガポールに所在する製造拠点、ソニーグループの販売拠点並びに研究開発拠点のうち電池事業に関連する資産並びに人員を、2017年4月をめどに村田製作所へ譲渡することを発表。同年10月31日に両社による譲渡契約を締結した。電池事業に関連する資産並びに人員は、2017年9月1日付で村田製作所並びに子会社である東北村田製作所へ譲渡された。なお、アルカリ乾電池やボタン電池などの一般向け製品に関しては村田製作所へ譲渡せずに引き続きソニーグループが手掛けていたが、2019年7月に一般向けアルカリ乾電池やボタン電池等も含めすべて撤退した。

## 製造品目
- 酸化銀電池
- リチウムコイン電池など
- 電源装置、充電器

## 沿革
- 1975年 - ソニーとユニオンカーバイドとの合弁により、ソニーエバレディを設立。
- 1986年 - 合弁解消により、ソニー・エナジー・テックと社名変更。
- 2000年 - ソニー本宮と合併、ソニー福島となる。
- 2004年 - ソニー栃木と合併、ソニーエナジーデバイスとなる。
- 2017年 - 一般向け製品を除く電池事業を村田製作所へ譲渡。本社を東京都港区のソニーシティに移す。
- 2019年 - 「SONY」ブランドの電池販売を完全終了（今後ソニー製品に組み込まれるお試し用電池はパナソニック・マクセルなどの他社より供給）。

## 事業所
- 本社（東京都港区港南1丁目7番1号（ソニーシティ））
- 御殿山オフィス（東京都品川区北品川5-11-3）
- 本宮オフィス（福島県本宮市本宮字樋ノ口2番地）
  - 1995年 - ISO 9001認証取得
  - 1996年 - ISO 14001認証取得
  - 1999年 - OHSAS認証取得